# Poème du Rhône (Emmanuel)
Pour les articles homonymes, voir Poème du Rhône.
Le Poème du Rhône, op. 30, est un poème symphonique composé par Maurice Emmanuel en 1938 d'après le recueil Lou Pouèmo dóu Rose de Frédéric Mistral.

## Composition
Le Poème du Rhône, op. 30, est composé en 1938, année de la mort de Maurice Emmanuel, de sorte que l'orchestration du poème symphonique est réalisée, « avec une grande probité », par son élève Marguerite Béclard d'Harcourt,,.
La partition est inspirée de Lou Pouèmo dóu Rose du félibre Frédéric Mistral,.

## Création
La première audition du Poème du Rhône a lieu le 14 mars 1943, par l'Orchestre de la Société des concerts du Conservatoire dirigé par Charles Munch,,.
À l'occasion du centenaire de la naissance de Maurice Emmanuel, une deuxième audition est donnée en mai 1963 en l'église Saint-Pierre de Bar-sur-Aube, ville natale du compositeur, par l’orchestre de Dijon dirigé par Amable Massis.
L'œuvre, non éditée, est en dépôt aux éditions Salabert,.

## Présentation

### Orchestration
L'orchestre comprend 1 piccolo, 2 flûtes, 2 hautbois, 1 cor anglais, 2 clarinettes, 2 bassons, 4 cors, 3 trompettes, 3 trombones, 1 tuba, les timbales, 2 percussions (jouant cymbales, grosse caisse, tambour, tam-tam, cloche, wood-block), 1 harpe et les cordes (premiers violons, seconds violons, altos, violoncelles et contrebasses).

### Structure
Le Poème du Rhône est en trois mouvements :
1. Très modéré
2. Allant
3. Sans traîner

Durée d'exécution : environ 15 minutes.

## Analyse
À l'instar de la Symphonie no 2, le Poème du Rhône est une « dernière incursion dans le monde de l'art populaire et du régionalisme ». Il mêle ainsi « impressionnisme et musique pure, généreux lyrisme et poésie populaire, le tout restant soumis à une étonnante éloquence ».
L'œuvre suit et résume les douze chants du recueil félibre de Mistral : sur le Rhône, embrumé, sept barques s'ébranlent pour la descente vers Beaucaire au son de rires et chansons populaires ; au confluent de l'Ardèche montent le prince Guilhem d'Orange et une jeune paysanne, l'Anglore. La deuxième partie évoque la foire de Beaucaire, dans une ambiance de danses et chants folkloriques. La troisième partie est consacrée à la remonte, difficile, et au drame qui survient : un bourdonnement rythmique saccadé représente le vapeur qui éperonne une barque, précipitant d'Orange et l'Anglore dans les flots, amoureusement enlacés mais condamnés, dans l'indifférence de la Nature qui, « étrangère au drame, apparaît éternelle en son silence, impassible ».

## Discographie
- Maurice Emmanuel : Symphonie no 1 op. 18, Symphonie no 2 op. 25, Le Poème du Rhône op. 30 — Orchestre philharmonique de Rhénanie-Palatinat, sous la direction de Leif Segerstam et Gilles Nopre (pour Le Poème du Rhône) — (enregistré le 9 juillet 1992, Marco Polo 8.223507, 1993 — réédité chez Naxos Patrimoine 8.550889)[7].

### Monographies
- Christophe Corbier, Maurice Emmanuel, Paris, Bleu nuit éditeur, 2007, 176 p. (ISBN 2-913575-79-X).
- Sylvie Douche (dir.), Maurice Emmanuel, compositeur français, Université de Paris-Sorbonne (Paris IV), Prague, Bärenreiter, 2007, 288 p. (ISBN 978-80-86385-34-1).